# 16-та панцергренадерська дивізія (Третій Рейх)
16-та панцергренадерська дивізія (Третій Рейх) (нім. 16. Panzergrenadier-Division) — панцергренадерська дивізія вермахту часів Другої світової війни.

## Історія
16-та панцергренадерська дивізія була сформована у листопаді 1942 року шляхом переформування 16-ї моторизованої дивізії, яка вела бої проти радянських військ на південному фланзі німецько-радянського фронту. Дивізія билася на Дону взимку 1942/43 року, а потім брала участь в боях під Ростовом-на-Дону і у відступі до річки Міус, де перейшла до оборони. Навесні 1943 року її передали в розпорядження відтвореної 6-ї армії. Надалі також брала участь у боях за Таганрог, Запоріжжя, Кривий Ріг, Новомиколаївку, Умань та інші міста. Взимку 1943/44 року вона зазнала дуже великих втрат при відступі в нижній течії Дніпра, тому залишки 16-ї дивізії були переведені до Райма (VI військовий округ), де вони розпочали процес переформування з'єднання в 116-ю танкову дивізію, офіційно введену в дію 28 березня 1944 року.

## Командування

### Командири
- Генерал-майор Герхард фон Шверін (нім. Gerhard Graf von Schwerin) (13 листопада 1942 — 20 травня 1943);
- Генерал-майор Вільгельм Крізоллі (нім. Wilhelm Crisolli) (20 травня — 27 червня 1943);
- Генерал-майор Герхард фон Шверін (27 червня 1943 — січень 1944);
- оберст Гюнтер фон Мантойфель (нім. Günther von Manteuffel) (10 січня — 15 березня 1944).

### Підпорядкованість
| Час      | Корпус  | Армія      | Група армій (округ)   | Штаб       |
| -------- | ------- | ---------- | --------------------- | ---------- |
| 1943     |         |            |                       |            |
| червень  | резерв  | 6-та армія | Група армій «Південь» | Міус       |
| серпень  | XXIV тк | 6-та армія | Група армій «Південь» | Міус       |
| вересень | XXXX тк | 1-ша ТА    | Група армій «Південь» | Запоріжжя  |
| жовтень  | XVII ак | 1-ша ТА    | Група армій «Південь» | Запоріжжя  |
| листопад | LVII тк | 1-ша ТА    | Група армій «Південь» | Кривий Ріг |
| 1944     |         |            |                       |            |
| січень   | XXX ак  | 6-та армія | Група армій «Південь» | Софіївка   |
| березень | XXIX ак | 6-та армія | Група армій «A»       | Умань      |

## Нагороджені дивізії
Нагороджені дивізії
1 березня 1942 розвідувальний батальйон нагороджений Сертифікатом пошани головнокомандувача сухопутних військ для військових формувань Вермахту (№ 780)
Нагороджені Сертифікатом Пошани головнокомандувача сухопутних військ для військових формувань Вермахту за збитий літак противника
- 16 жовтня 1941 — 1-ша рота 60-го моторизованого полку за дії 22 вересня 1941 (6);
- 16 травня 1942 — 3-тя рота 60-го моторизованого полку за дії 3 грудня 1941 (70);
- 16 серпня 1943 — 3-тя рота 156-го моторизованого полку за дії 25 вересня 1942 (328);
- 1 листопада 1943 — 2-га рота 675-го саперного батальйону за дії 5 вересня 1943 (433).

|  | Кавалери Нагрудного знаку ближнього бою в золоті                                                           | 12 |
|  | Кавалери Золотого Німецького Хреста                                                                        | 113 |
|  | Кавалери Срібного Німецького Хреста                                                                        | 3 |
|  | Кавалери Лицарського хреста Залізного хреста з Дубовим листям та Мечами                                    | 1 (№ 41 генерал-лейтенант Герхард фон Шверін — 04.11.1943) |
|  | Кавалери Лицарського хреста Залізного хреста з Дубовим листям                                              | 5 (№ 132 гауптман Карл Торлей — 11.10.1942 № 199 оберлейтенант Вернер Баумгартен-Крузіус — 27.02.1943 № 240 генерал-майор Герхард фон Шверін — 17.05.1943 № 254 оберлейтенант Гюнтер Клаппіх — 08.06.1943 № 351 оберст Генріх Фойгтсбергер — 09.12.1943) |
|  | Кавалери Лицарського хреста Залізного хреста                                                               | 32 |
|  | Кавалери Почесної відзнаки Сухопутних військ «Почесна застібка на орденську стрічку для Сухопутних військ» | 15 |

- Нагороджені Сертифікатом Пошани Головнокомандувача Сухопутних військ (4)